# Scotinella minnetonka
Scotinella minnetonka là một loài nhện trong họ Phrurolithidae.
Loài này thuộc chi Scotinella. Scotinella minnetonka được Ralph Vary Chamberlin & Willis J. Gertsch miêu tả năm 1930.